# 费雷角
费雷角（法語：cap Ferret，法語發音：[kap fɛʁɛ]）是法国新阿基坦大区吉倫特省的一个岬角，位于市镇莱日卡普费雷南端。该岬角呈出海口之形，将大西洋和阿卡雄湾分开。
费雷角因其灯塔而闻名。作为一个高档度假区，其在加斯科涅地区和比什地区的中心地带保留了自然风貌。
费雷角可从北部的公路进入，也可从阿卡雄乘坐客轮进入。费雷角有轨电车是一条由柴油机运行的窄轨铁路，连接着阿卡雄湾岸边的贝利赛尔码头（Jetée de Bélisaire）和大西洋沿岸的海滩。

## 图集

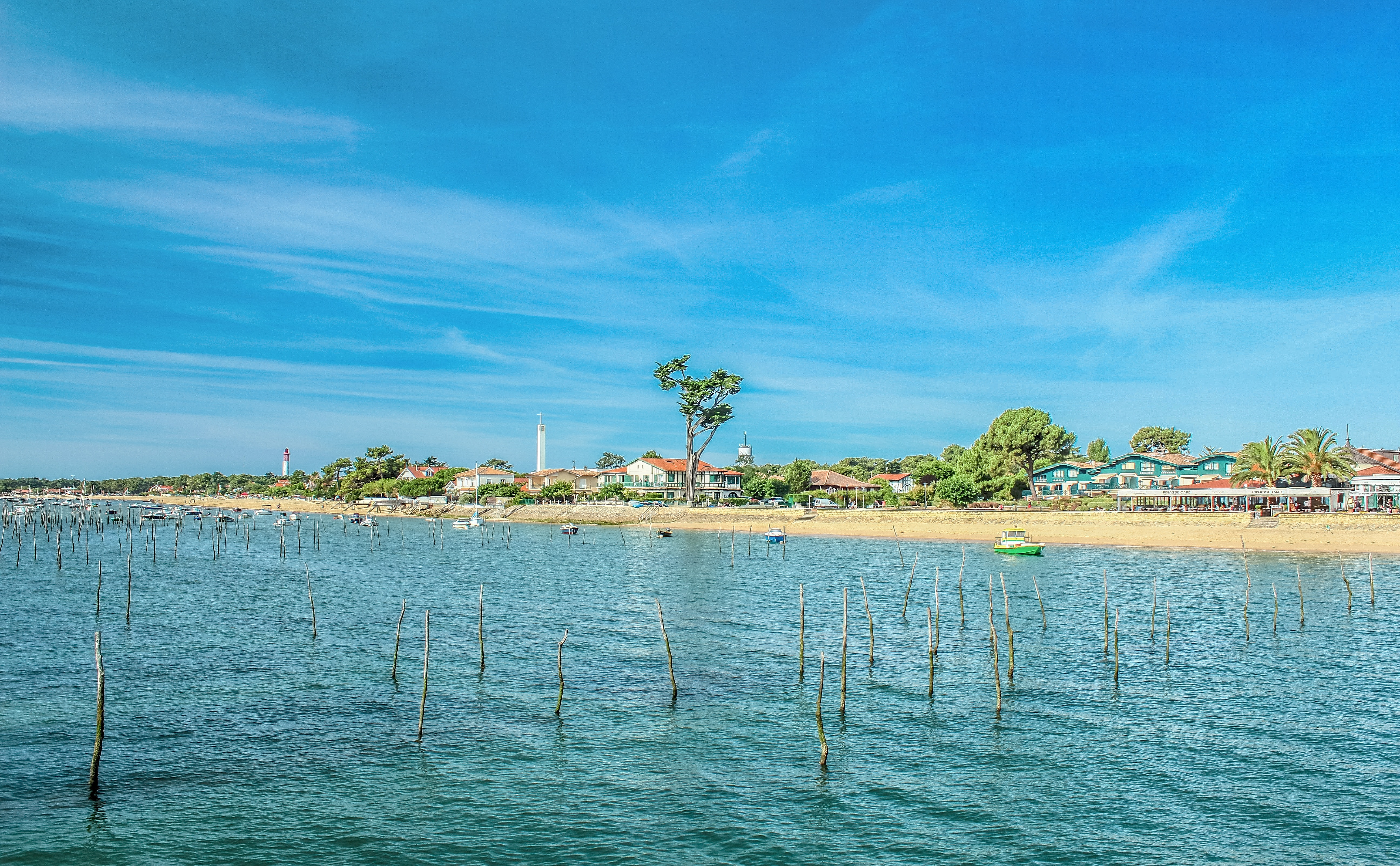
贝利赛尔码头望向费雷角
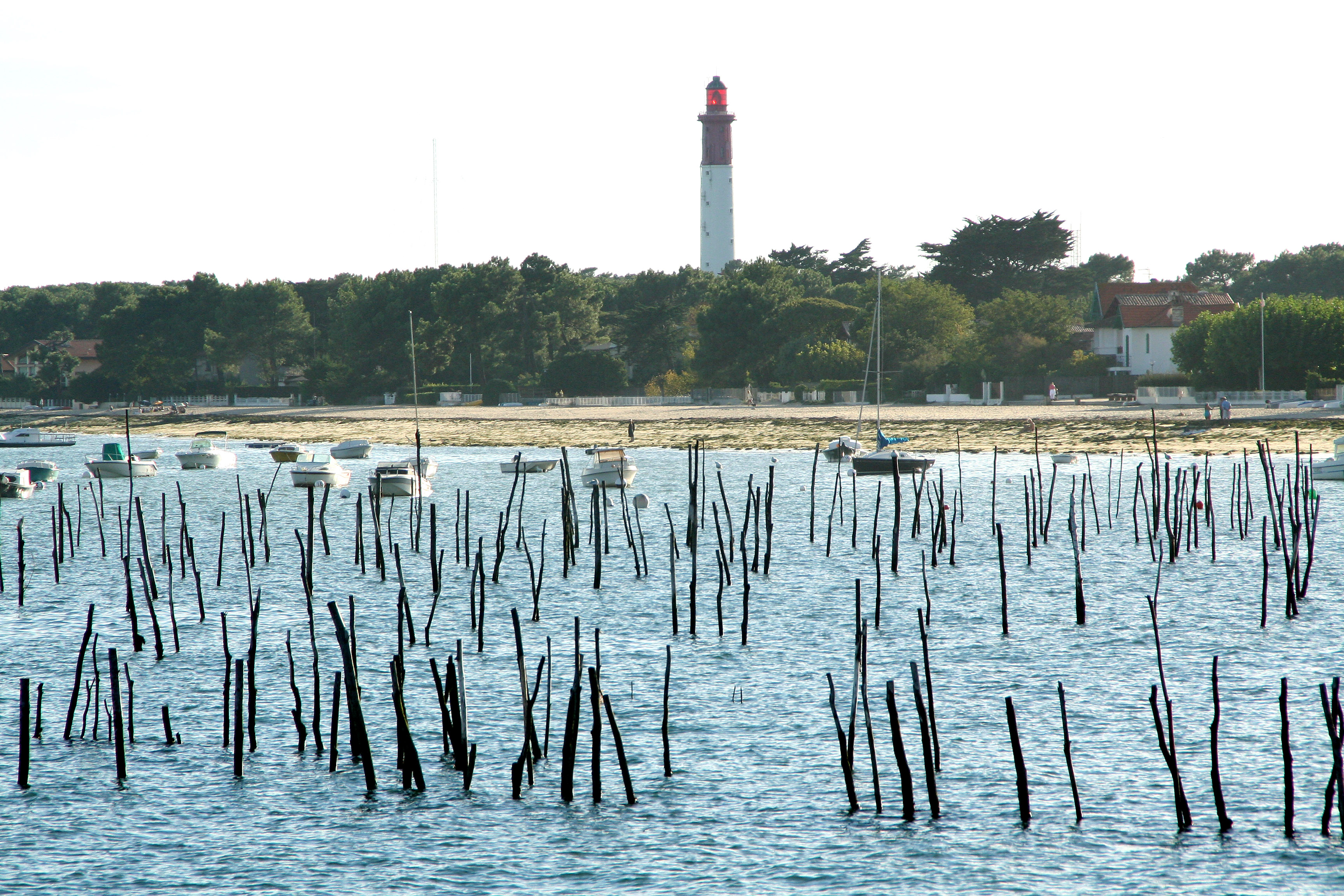
费雷角灯塔
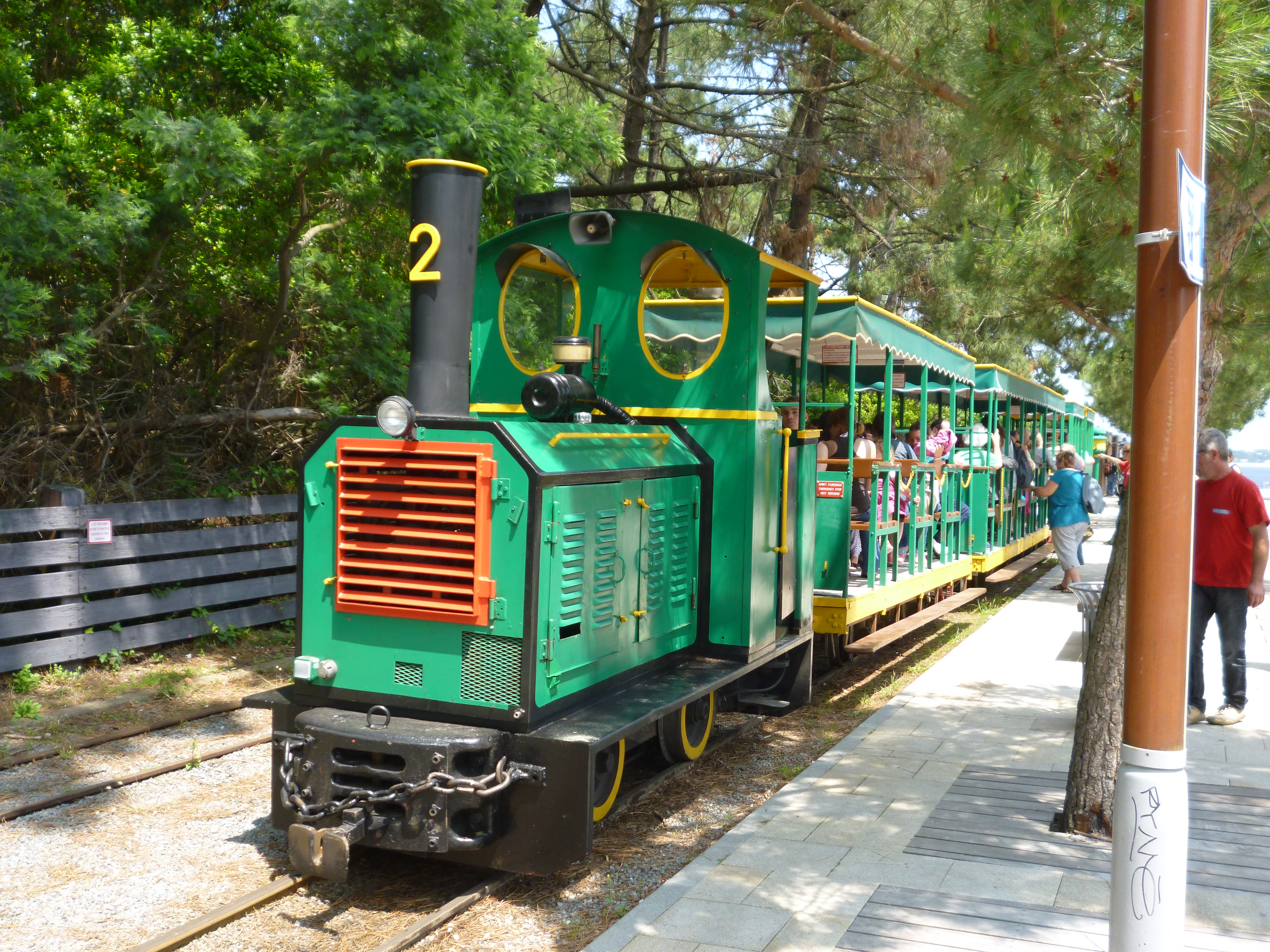
费雷角有轨电车